# Annibale Ninchi
Annibale Ninchi (Bolonia, 22 de noviembre de 1889 – Pésaro,  15 de enero de 1967) fue un actor teatral y cinematográfico, y también escritor, de nacionalidad italiana.

## Biografía
Nacido en Bolonia, Italia, sus padres eran Arnaldo y Lidia Bedetti, Su padre, natural de Ancona, era coronel de Ingenieros.
En 1903 se inscribió en Florencia en la Regia Scuola de interpretación Tommaso Salvini dirigida por Luigi Rasi. Annibale Ninchi fue el primero de una familia de actores, entre ellos su hermano, Carlo Ninchi, y su prima, Ave Ninchi. 
El 22 de enero de 1910 se inició en la Masonería en la Logia XI de septiembre de 1860 del Oriente de Pesaro. 
Su primer papel cinematográfico como protagonista tuvo lugar en Scipione l'Africano, de Carmine Gallone (1937), cinta en la cual tenía un pequeño papel su hermano Carlo.
En los inicios de la década de 1960 Federico Fellini lo escogió para interpretara al padre de Marcello Mastroianni en dos películas: La dolce vita (1960) y 8½ (1963).
Annibale Ninchi falleció en Pésaro, Italia, en 1967.

## Actividad teatral
- 1910: Primer actor joven en la compañía de Giacinta Pezzana y Flavio Andò.
- 1911-1913: Primer actor en el Teatro Argentina de Roma.
- 1914-1916: Director artístico de la "Compagnia drammatica" de Roma.
- 1919: Director en la compañía Ernesto Ferrero - Maria Letizia Celli. Triunfó con el papel de Glauco en la obra homónima de E. L. Morselli. En años sucesivos creó la Compagnia drammatica italiana Annibale Ninchi de la cual fue primer actor.
- 1925: Con su propia compañía interpretó Le cocù magnifique, espectáculo suspendido por el gobierno fascista.
- 1926-1927: Gira teatral en Alejandría.
- 1936: Edipo en Colono representado en el teatro griego de Siracusa por el Istituto del dramma antico.
- 1937: Encarnó a Aligi en La figlia di Jorio, de Gabriele D'Annunzio. Ese mismo año, para el Istituto del dramma antico de Siracusa, interpretó El Cíclope, de Eurípides.
- 1938: Director en la Compagnia Ninchi-Abba-Pilotto, asociada con Maria Melato.
- 1939: Protagonista de Il ventaglio de Carlo Goldoni, Aminta de Torquato Tasso, Áyax de Sófocles y Hécuba de Eurípides.
- 1944-1945: Representó en el Teatro Eliseo de Roma No habrá guerra de Troya, de Jean Giraudoux. También interpretó las obras de William Shakespeare Otelo, Hamlet, Macbeth y El rey Lear.
- 1948-1950: Dirección artística del Istituto del dramma antico de Siracusa. Nueva interpretación de El Cíclope, de Eurípides.
- 1952: Gira por Malta y Trípoli con la compañía Ninchi-Picasso.
- 1953: Interpretó con la compañía de Vittorio Gassman Tiestes, de Séneca.
- 1954: Prometeo encadenado, de Esquilo.
- 1955-1956: Con la compañía del Piccolo Teatro di Milano actuó en Proceso de Jesús, de Diego Fabbri.
- 1956: Actuó en el teatro romano de Ostia con Las nubes de Aristófanes. En Siracusa actuó en Electra, de Sófocles.

Posteriormente debutó en San Miniato con Veglia d'armi, de Diego Fabbri, llevando la pieza en gira por toda Italia. También actuó en Cyrano de Bergerac, de Edmond Rostand, y en La cena delle beffe, de Sem Benelli. 
- 1957: Para el Piccolo Teatro de Bolzano interpretó El rey Lear, con dirección de Fantasio Piccoli.
- 1958: En el teatro griego de Siracusa actuó en Edipo rey y Filoctetes, de Sófocles. También participó en El pato silvestre,  de Henrik Ibsen, y en Veglia la mia casa, Angelo, de Ketty Frings, dirigida por Luchino Visconti.
- 1960: En el Teatro de la Pergola de Florencia interpretó La Lena, de Ludovico Ariosto.
- 1965: En Nápoles fue el "gran inquisidor" en Santa Juana, de George Bernard Shaw. También actuó en Corrupción en el Palacio de Justicia, de Diego Fabbri.
- 1966: De nuevo en Siracusa interpretó Antígona, de Sófocles. Al final de ese año se retiró de la escena.

## Trabajo radiofónico y grabaciones
Para la radio italiana interpretó Esperando a Godot de Samuel Beckett, Il cardinale Lambertini de Alfredo Testoni, Il beffardo de Nino Berrini, y muchas otras piezas teatrales. 
Para la radio suiza en lengua italiana interpretó las principales tragedias del teatro griego clásico.
Para la discográfica Fonit Cetra grabó la Ilíada de Homero, "Laudi" de Gabriele D'Annunzio y Una mattina alla stazione d'autunno de Giosuè Carducci.

## Actividad como escritor y profesor
Annibale Ninchi escribió numerosos textos teatrales y un libro autobiográfico, Annibale Ninchi racconta... (Pagine spregiudicate di un chierico-vagante). En este libro, Ninchi narraba la vida de los actores de compañías itinerantes en los inicios del siglo XX, así como sus experiencias personales en aquellos años.
Ninchi también enseñó durante muchos años en la Accademia Nazionale di Arte Drammatica "Silvio D'Amico" de Roma.

## Producción literaria
- Caino (1922)
- Le colpe degli altri (1922)
- Orfeo (1923-25)
- L'altra verità (1923-25)
- Il Poeta Malandrino, Casa Editrice Alpes, 1929.
- Maschera d'oro (1931)
- Mirabeau (1934)
- Ufficiali bianchi (1942)
- Annibale Ninchi racconta... (Pagine spregiudicate di un chierico-vagante), Editore Nazzari e Ninchi, 1946, 297 pp.
- Un signore in grigio (1947)
- Il Tribuno innamorato, Editore G. Casini, 1955.
- L'ultima notte di Marlowe (1960)

## Filmografía

### Cine mudo

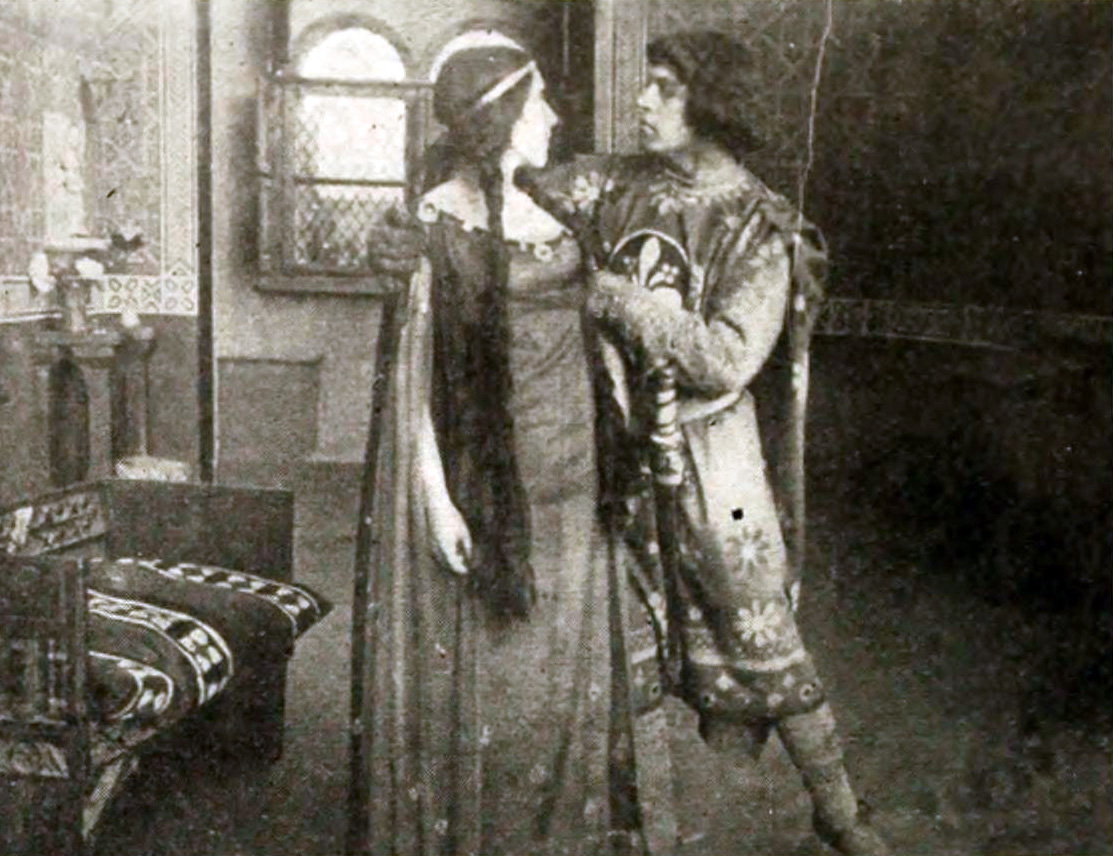
Fotograma de la película La gorgona: Madeleine Céliat y Annibale Ninchi.

- Carmen, de Gerolamo Lo Savio (1909)
- Ninna nanna, de Guglielmo Zorzi (1914)
- Il grido dell'innocenza, de Augusto Genina (1914)
- La gorgona, de Mario Caserini (1914)
- I pagliacci, de Francesco Bertolini (1915)
- L'ombra del sogno, de Rastignac (1917)
- La piccola fonte, de Roberto Leone Roberti (1917)
- Pastor Fido, de Telemaco Ruggeri (1918)
- Le mariage de Chiffon, de Alberto Carlo Lolli (1918)

### Cine sonoro
- Fiordalisi d'oro, de Gioacchino Forzano (1935)
- Escipión, el africano (Scipione l'Africano), de Carmine Gallone (1937)
- Adrienne Lecouvreur, de Marcel L'Herbier (1938)
- Il diavolo in convento, de Nunzio Malasomma (1950)
- Non c'è amore più grande, de Giorgio Bianchi (1955)
- Adriana Lecouvreur, de Guido Salvini (1955)
- Papà Eccellenza, de Tat'jana Pavlovna Pavlova (1957)
- Medea, de Claudio Fino (1957)
- Vento del Sud, de Enzo Provenzale (1959)
- La dolce vita, de Federico Fellini (1960)
- Desideri proibiti, de Jean Valère (1960)
- Costantino il Grande, de Lionello De Felice (1960)
- Les grandes personnes, de Jean Valère (1961)
- Che gioia vivere, de René Clément (1961)
- Quella sera sulla spiaggia, de Michel Boisrond, (1961)
- Horace 62, de André Versini (1962)
- I lancieri neri, dee Giacomo Gentilomo (1962)
- 8½, de Federico Fellini (1963)
- Edipo a Colono, de Maner Lualdi (1966)

## Televisión
- Corruzione al Palazzo di Giustizia, de Ugo Betti, dirección de Ottavio Spadaro, con Glauco Mauri y Nando Gazzolo (1966)
- El jardín de los cerezos, de Antón Chéjov
- I nervi, de Antón Chéjov

## Honores y reconocimientos
- Comandante y Gran Oficial de la República, nombrado por el Presidente de la República Italiana Luigi Einaudi.
- Premio Vallecorsi en Fabriano.
- Medalla de oro AGIS por su carrera.
- Medalla de Oro del Teatro Antiguo de Siracusa en reconocimiento a sus interpretaciones de teatro griego clásico.
- Premio Renato Simoni "Una vita per il Teatro".